# Leatherface (film)
Pour les articles homonymes, voir Leatherface et Massacre à la tronçonneuse.
Série Massacre à la tronçonneuse
Texas Chainsaw 3D
(2013) Massacre à la tronçonneuse
(2022)
Pour plus de détails, voir Fiche technique et Distribution.
Leatherface ou Leatherface : Le Massacre au Québec est un film d'horreur américain réalisé par Alexandre Bustillo et Julien Maury et sorti en 2017. Ce huitième film de la série Massacre à la tronçonneuse est une préquelle au film de 1974 de Tobe Hooper.

## Synopsis
Une jeune infirmière est kidnappée par quatre adolescents violents évadés d’un hôpital psychiatrique avant d’être embarquée dans une virée pour l'enfer. Poursuivi par un agent des forces de l’ordre dérangé et avide de vengeance, l’un de ces jeunes aura dès lors une destinée tragique et les horreurs auxquelles il va faire face vont peu à peu le transformer et faire de lui le monstre connu aujourd'hui sous le nom de Leatherface.

## Fiche technique
- Titre original et français : Leatherface
- Titre québécois : Leatherface : Le Massacre
- Réalisation : Alexandre Bustillo et Julien Maury
- Scénario : Seth M. Sherwood, d’après les personnages créés par Tobe Hooper et Kim Henkel
- Décors : Alain Bainée
- Costumes : Ina Damianova
- Photographie : Antoine Sanier
- Montage : Sébastien de Sainte-Croix
- Musique : John Frizzell
- Production : Christa Campbell, Lati Grobman, Carl Mazzocone et Les Weldon
- Sociétés de production : Campbell Grobman Films, Mainline Pictures et Millennium Films
- Société de distribution : Lionsgate (États-Unis), Metropolitan FilmExport (France)
- Pays de production :  États-Unis
- Langue : anglais
- Format : couleur
- Genre : horreur
- Durée : 90 minutes
- Dates de sortie[1] :
  - Royaume-Uni : 25 août 2017 (London FrightFest Film Festival)
  - États-Unis : 21 septembre 2017 (DirecTV) ; 20 octobre 2017 (VOD/sortie limitée)
  - France : 9 décembre 2017 (Paris International Fantastic Film Festival) ; 2 janvier 2018 (en DVD et Blu-ray)
- Interdit aux moins de 16 ans lors de sa sortie en France.

## Distribution
- Stephen Dorff (VFB : Michelangelo Marchese ; VQ : Philippe Mijon) : Hal Hartman, le Texas Ranger
- Lili Taylor (VFB : Fabienne Loriaux ; VQ : Sylvie Santelli) : Verna Sawyer
- Sam Strike (VFB : Olivier Prémel ; VQ : Axel Pech) : Jackson / Jedidiah Sawyer
- Vanessa Grasse (VFB : Micheline Tziamalis ; VQ : Sophie Ostria) : Lizzy, l’infirmière
- James Bloor (VFB : Pierre Lognay ; VQ : Michaël Cermeno) : Ike
- Jessica Madsen (VFB : Ludivine Deworst ; VQ : Héloïse Chettle) : Clarice
- Sam Coleman : Bud
- Christopher Adamson (VFB : Patrick Donnay ; VQ : Éric Bonicatto) : Dr Lang
- Finn Jones (VFB : Bruno Mullenaerts ; VQ : Jean-Didier Aïssy) : l'officier Sorrel
- Nathan Cooper (VFB : Alessandro Bevilacqua ; VQ : Julien Chettle) : Farnsworth, l'avocat
- Julian Kostov : Ted Hardesty
- Dejan Angelov (VQ : Julien Chettle) : Nubbins Sawyer
- Dimo Alexiev (VQ : Michel Barrio) : Drayton Sawyer

Version française réalisée par Dubbing Brothers ; direction artistique : Bruno Mullenaerts ; adaptation des dialogues : Vincent Violette
Version québécoise réalisée par Audioprojects ; direction artistique : Fanny Gatibelza ; adaptation des dialogues : Michaël Cermeno